# Filosofie-Tijdschrift
Filosofie-Tijdschrift is een tweemaandelijks Nederlands-Vlaams tijdschrift dat als doelstelling heeft filosofie op frisse en serieuze wijze toegankelijk te maken voor een breder publiek. Het tijdschrift werd in 1991 opgericht door Harry Willemsen en Cor Schavemaker.
Een aflevering bevat diverse bijdragen van veelal bekende auteurs, ook wordt aan nog onbekend filosofisch talent een podium geboden. Elk nummer is voor de helft gewijd aan een specifiek thema. Dat kan een filosoof, een stroming of een bepaald (actueel) onderwerp zijn. De andere helft bestaat uit vaste rubrieken, boekbesprekingen, attenderingen en nieuwsberichten. Voor alle bijdragen geldt dat ze in een toegankelijke stijl geschreven zijn.
Samen met de in 2021 opgerichte Stichting Erasmusfonds schrijft Filosofie-Tijdschrift jaarlijks een essaywedstrijd uit.